# Baerle-Nassau
Baerle-Nassau, en néerlandais et parfois en français Baarle-Nassau, est une commune de la province néerlandaise du Brabant-Septentrional. La commune comptait 6 943 habitants (2022)  pour une superficie de 76,21 km2 (dont 0,05 km2 d’eau).
Baerle-Nassau et la commune belge de Baerle-Duc forment le village de Baerle.

## Géographie

### Communes limitrophes
|                 | Alphen-Chaam                  |              |
| Hoogstraten (B) | Baerle-Nassau                 | Ravels (B)   |
| Hoogstraten (B) | Baerle-Duc (B), Merksplas (B) | Turnhout (B) |

### Localités
Par ordre alphabétique :
- Baerle-Nassau (village principal, chef-lieu de commune ; c'est là que se trouvent toutes les enclaves et exclaves sauf deux)
- Baerle-Nassau-frontière (hameau avec ancienne gare, contigu à Zondereigen (nl), partie non enclavée de Baerle-Duc ; l'enclave inhabitée N8 de Baerle-Nassau dans Zondereigen y est rattachée)
- Boshoven
- Castelré (village ; entouré de tous côtés par la commune belge de Hoogstraten excepté un étroit passage à l'est)
- Driehuizen (nl) (lieu-dit)
- Eikelenbosch (nl) (lieu-dit)
- Gorpeind (nl) (hameau)
- Grens/Ghill
- Heesboom (nl) (lieu-dit)
- Heikant (nl) (lieu-dit)
- Hoogeind (nl) (lieu-dit)
- Huisvennen (nl) (lieu-dit)
- Keizershoek (nl) (lieu-dit)
- Klein-Bedaf (nl) (lieu-dit)
- Liefkenshoek (nl) (lieu-dit)
- Loveren (nl) (hameau, contient l'enclave H7 de Baerle-Duc)
- Maaijkant (nl) (lieu-dit)
- Nieuwe Strumpt (nl) (lieu-dit)
- Nijhoven (nl) (lieu-dit)
- Oude Strumpt (nl) (lieu-dit)
- Reth (nl) (lieu-dit)
- Reuth (nl) (lieu-dit)
- Tommel (nl) (hameau)
- Ulicoten (village)
- Veldbraak (nl) (lieu-dit)
- Voske (nl) (lieu-dit)

Nous traduisons la terminologie néerlandaise comme suit, par ordre d'importance décroissante :
- village = dorp
- hameau = gehucht
- lieu-dit = buurtschap

### Enclaves

Carte du centre du village de Baerle, mettant en évidence une partie des enclaves des deux pays. Les zones coloriées en jaune sont belges (16 enclaves distinctes numérotées de à), les autres néerlandaises (dont 7 enclaves à l’intérieur des deux principales enclaves belges numérotées de à). L'enclave N8 est hors plan.

Il y a 22 exclaves belges de Baerle-Duc dans la commune néerlandaise de Baerle-Nassau et 8 exclaves de Baerle-Nassau dans Baerle-Duc. Plusieurs de ces exclaves néerlandaises se trouvent elles-mêmes enclavées dans les enclaves belges aux Pays-Bas. Ceci a été défini par le traité de Maastricht de 1843.

#### Enclaves néerlandaises
Ils font tous partie de la commune de Baerle-Nassau.
| Numéro de série. et nom local                  | Superficie (ha) | Remarques |
| ---------------------------------------------- | --------------- | --- |
| N1, De Loversche Akkers - De Tommelsche Akkers | 5.3667          | Contre-enclave entourée d'exclave belge H1, à Baerle-Duc ; elle contient un mélange de logements et de terres agricoles ; la limite entre N1 et H1 traverse un bâtiment.    |
| N2, De Tommelsche Akkers                       | 1,3751          | Contre-enclave entourée d'exclave belge H1, à Baerle-Duc ; elle contient 8 logements.                                                                                       |
| N3, De Tommelsche Akkers                       | 0,2863          | Contre-enclave entourée d'exclave belge H1, à Baerle-Duc ; la limite entre N3 et H1 bissecte le quai de chargement d'un magasin d'alcools.                                  |
| N4, De Rethsche Akkers                         | 1.2324          | Contre-enclave entourée d'exclave belge H1, à Baerle-Duc ; les limites entre N4 et H1 traversent un entrepôt, avec un terrain néerlandais vacant à l'arrière de l'entrepôt. |
| N5, De Rethsche Akkers                         | 1,9212          | Contre-enclave entourée d'exclave belge H1, à Baerle-Duc ; la limite entre N5 et H1 traverse une salle d'exposition de meubles, un hangar et une grange.                    |
| N6, Gierle Straat                              | 1,4527          | Contre-enclave entourée d'exclave belge H1, à Baerle-Duc ; elle se compose de terres agricoles avec deux bâtiments.                                                         |
| N7, De Kastelein                               | 0,5812          | Contre-enclave entourée de l'enclave belge Oordeel H8, à Baerle-Duc ; elle occupe une partie d'un champ.                                                                    |
| N8, Vossenberg                                 | 2,8528          | Enclave de terres agricoles située à Zondereigen, en Belgique, à moins de 50 mètres au sud de la frontière néerlandaise.                                                    |

#### Enclaves belges
Ils font tous partie de la commune de Baerle-Duc et sont entourés par la commune de Baerle-Nassau (Pays-Bas).
| Numéro de série. et nom local | Superficie (ha) | Remarques |
| --- | --------------- | --- |
| H1, Aen het Klooster Straetje - Hoofdbraek - Loveren - De Boschcovensche Akkers - De Loversche Akkers - De Tommelsche Akkers - De Tommel - De Gierle Straat - De Reth - De Rethsche Akkers - Het Dorp - De Kapel Akkers - De Kastelein | 153,6448        | Elle forme un quadripoint avec l'enclave H2, c'est la plus grande exclave belge, elle englobe six enclaves néerlandaises et se compose de logements pour la plupart, avec des terres agricoles périphériques et une zone industrielle, la frontière traverse de nombreux bâtiments, elle porte une partie de l'ancienne ligne ferroviaire Turnhout-Tilbourg (c'est aujourd'hui une piste cyclable). |
| H2, De Rethsche Akkers | 2,4116          | Elle consiste en terres agricoles avec un seul point de contact (quadripoint) entre les enclaves H1 et H2, au milieu d'un champ de maïs. |
| H3, De Rethsche Akkers | 0,3428          | Elle occupe une partie d'un champ ; la frontière traverse un hangar dans un cas. |
| H4, De Rethsche Akkers | 1,476           | Elle se compose de terres agricoles ; la frontière traverse une maison et trois hangars. |
| H5, De Kapel Akkers | 0,9245          | Elle se compose de terres agricoles avec une habitation. |
| H6, Hoofdbraek | 1,7461          | Utilisation mixte des terres ; la frontière traverse un entrepôt/une usine. |
| H7, De Loversche Akkers | 0,2446          | La frontière traverse deux logements, dont le milieu d'une porte d'entrée (ce qui lui donne deux numéros de maison : Loveren 2, Baerle-Duc / Loveren 19, Baerle-Nassau). |
| H8, Boschcoven - De Kastelein - De Oordelsche Straat | 41,8781         | La deuxième plus grande enclave belge, elle contient un mélange de logements et de terres agricoles ; la frontière traverse une grange, une habitation et deux commerces. |
| H9, De Kapel Akkers | 0,4005          | La frontière traverse une imprimerie/un entrepôt dans une zone industrielle. |
| H10, De Oordelsche Straat | 0,65            | Elle se compose de terres agricoles. |
| H11, De Oordelsche Straat | 0,93            | Elle se compose de terres agricoles. |
| H12, Boschcoven | 0,2822          | Elle se compose de terres agricoles. |
| H13, Boschcoven | 1,5346          | La frontière traverse une vingtaine de logements. |
| H14, Boschcoven | 0,7193          | La frontière traverse environ 13 logements. |
| H15, Boschcoven | 1,7211          | La frontière traverse environ 16 logements. |
| H16, Keizershoek - Oordelsche Straat | 4,4252          | La frontière traverse une maison et trois hangars, pourtant linéaire elle change de direction trois fois à l'intérieur d'un seul hangar. |
| H17, Moleriet Heide | 14,9248         | C'est une zone rurale portant une partie de l'ancienne ligne ferroviaire Turnhout-Tilbourg, aujourd'hui piste cyclable. |
| H18, De Manke Gooren | 2,9247          | Elle se compose de terres agricoles. |
| H19, De Peruiters | 0,6885          | Elle se compose de plusieurs étangs et d'un champ. |
| H20, Wurstenbosch - Vossenberg | 1,1681          | Elle se compose de terres agricoles. |
| H21, Baelbrugsche Beemden | 1,1845          | Elle se compose de terres agricoles. |
| H22, De Wit Hagen | 0,2632          | Au sud du village d'Ulicoten, elle occupe une partie d'un champ ; la nationalité en a été contestée des années 1830 jusqu'en 1995 (elle n'avait été attribuée à aucun des deux pays par le traité frontalier du 26 avril 1974) |

## Histoire

### Émergence des enclaves
À partir de 1190, Henri Ier était duc de Brabant. Il a gouverné le duché depuis Louvain, puis plus tard depuis Bruxelles. Pendant qu'il dirigeait le duché, plusieurs villes se sont développées. Pour que les villes émergentes restent amies, il a donné à de nombreuses villes des droits de cité. Dans le nord du Brabant, il a même fait construire une ville à un point stratégique, qui deviendra Bois-le-Duc. Cela lui a valu le surnom de Fondateur de ville.
Thierry VII, comte de Hollande, voulait étendre son influence au sud. La baronnie de Bréda était l'un de ses premiers choix. Henri Ier de Brabant s'y est opposé, car il ne voulait pas d'une puissance forte comme voisin. Godefroid II de Schoten, seigneur de Bréda, fut vu comme un allié par le duc. Après d'habiles négociations, Godefroy II de Schoten a reconnu la propriété du duc sur la baronnie de Bréda. En échange, Godefroid a reçu des terres autour de Baerle sous forme de fief.
Des exceptions ont été faites pour certains terrains. À l'époque, ils étaient déjà prêtés à d'autres personnes, ou le duc les possédait lui-même car il pouvait percevoir des droits d'accise sur les terrains récupérés et habités. Par conséquent, ces parcelles sont restées sous le contrôle du duc ; les terres non exploitées sont tombées sous le contrôle de Breda. Cet accord date de 1198. Les zones de Baerle qui relevaient encore de l'abbaye de Thorn étaient appelées Baerle-sous-Thorn. Il s'agissait notamment de zones à Loveren.
On peut donc expliquer que dans le centre de Baerle, on trouve une grande et plusieurs petites enclaves. Les enclaves plus éloignées sont dues à des fermes ou des domaines solitaires.

### Duc Jean III de Brabant
Le duc Jean III de Brabant s'est approprié la baronnie de Bréda (plus tard nommée ainsi) en 1327. À l'époque, il était à la fois le duc de Brabant et le seigneur de la baronnie. Il a eu l'occasion de résoudre la question de l'enclave, mais ne l'a pas fait. Il a cependant donné à Baerle-sous-Bréda son propre banc d'échevins à cette époque.

En 1363, Baerle-Duc a rejoint le territoire de Turnhout, qui avait été donné à sa fille Marie par Jean III de Brabant en 1347. Des frontières sont maintenant apparues entre Baerle-Duc et Baerle-sous-Bréda. Ces frontières deviendront des frontières nationales en 1667.

## Population et société

### Démographie

#### Composition de la population
La municipalité compte plus de 2 800 habitants, dont 956 sont des ressortissants néerlandais.

### Personnalités liées à la commune
- Christianus Norbertus Reyns (né en 1749 à Baerle-Nassau-1797), homme politique